# Jesse Jackson segedelmével
A Jesse Jackson segedelmével (With Apologies to Jesse Jackson) a South Park című rajzfilmsorozat 154. része (a 11. évad 1. epizódja). Elsőként 2007. március 7-én sugározták az Amerikai Egyesült Államokban. Magyarországon 2008. május 2-án mutatta be az MTV.

## Cselekmény
|  | Alább a cselekmény részletei következnek! |

Randy Marsh a „Szerencsekerék” című tévés vetélkedőben lép fel és egy bónusz feladványt kap, melyben a következőt kell megoldania: „Idegesítő emberek” és a N_GGERS betűk adottak. Randy sokáig habozik, de végül kimondja a „nigger” szót, pedig a megoldás a „trógerek” (az angolban „naggers”, azaz szó szerint „bosszantók”) lett volna. Randy, helytelen válaszának következtében egész családjával együtt megszégyenül és a pénzt is elveszíti.
Másnap Eric Cartman figyelmezteti Randy fiát, Stant, hogy a színes bőrű Token dühös lehet rá és verekedni akar. Token elmondja az apját megvédeni próbáló Stannek, hogy fehérként nem értheti meg, a feketéket hogyan érinti a vetélkedőben kimondott n-betűs szó. Cartman igyekszik (ahogy ő fogalmaz) „fajháborút” kirobbantani közöttük és egymásnak ugrasztani őket, de Token elutasítja a harcot.
Hogy hibáját orvosolja, Randy hivatalosan bocsánatot kér Jesse Jackson polgárjogi aktivistától és baptista tiszteletestől. Ő ezt akkor fogadja el tőle, ha előtte Randy megcsókolja a hátsóját és erről fotó is készül, mely több újságban is megjelenik. Stan azt hiszi, a gesztust látva Token megenyhül, de nem így történik; Token szerint Jesse Jackson nem a feketék uralkodója (pedig a tiszteletes Randynek azt mondta). Annak érdekében, hogy az afro-amerikai kultúrát megismerje, Randy elmegy egy humorista klubba, ahol egy fekete fellépő szórakoztatja a közönséget. A humorista kiszúrja magának Randyt és „niggeresnek” szólítja – ez a gúnynév hamar ráragad Randyre.
Az iskolában egy törpe, Dr. David Nelson tart előadást a gyerekeknek az emberi érzékenységről. Amint Cartman meglátja őt, fékezhetetlen kacagásba kezd, ezzel teljesen megakadályozva az előadást. Dr. Nelson tanításai ellenére megpróbál bosszút állni rajta és Cartman testsúlyából gúnyt űzni, de sikertelenül jár.
Nagy igyekezetében Randy ösztöndíjat alapít feketék számára, de néhány helyi fickó üldözőbe veszi őt. Már majdnem el is kapják, de ekkor segítséget kap; Michael Richards és Mark Fuhrman kimenti őt szorult helyzetéből és meghívják egy klubba, ahol hozzá hasonló szituációba került emberek tömörülnek. A tagok lobbizással elérik, hogy a fehérek számára sértő „niggeres” szót hivatalosan is betiltsák.
Cartman és Dr. Nelson összeverekszik egymással, és habár Cartman nyer, Nelson szerint őt illeti a dicsőség, mert bebizonyította igazát. Senki sem érti, mire céloz, de Stan rádöbben valamire: elmagyarázza Tokennek, hogy fehérként ő sosem fogja igazán megérteni, mit jelent a feketéknek az n-betűs szó. Token elégedett ezzel a felismeréssel és végül ismét kibékülnek egymással.

## Utalások
- Miközben Cartman a törpével verekszik, a Disturbed együttes „Down With The Sickness” című száma hallható.
- Cartman arra kényszeríti a legyőzött Dr. Nelsont, hogy mondja azt; „Carol Anne, ne menj a fény felé!”. A mondat célzás a Poltergeist – Kopogó szellem című 1982-es filmre.
- A „niggeres” klub híres tagjai a következők:
  - Michael Richards humorista, színész – a Laugh Factory nevű humorista klubban kiáltotta a közönség felé az n-betűs szót, összesen 6 alkalommal.
  - Mark Fuhrman rádiós műsorvezető, korábban nyomozó – az O.J. Simpson-per során rasszizmussal vádolták, mert bizonyítékok szerint évekkel korábban használta az n-betűs szót
  - Randy szavalása alatt a háttérben a 2005-ben elhunyt kiváló, publicista-író Hunter S. Thompson híres arcképe látható.

## Érdekességek
- Ez az első olyan South Park-epizód, melyben a nigger szó cenzúrázatlanul elhangzik, összesen 48 alkalommal.

## Bakik
A sajtótájékoztatón az hangzik el, hogy a „nigger” szó közelében az „-es” ragot nem lehet használni. Az „-es” toldalék azonban nem rag, hanem melléknévképző.

## Külső hivatkozások
- Jesse Jackson segedelmével Archiválva 2008. augusztus 28-i dátummal a Wayback Machine-ben a South Park Studios hivatalos honlapon
- Jesse Jackson segedelmével az Internet Movie Database oldalon (angolul)